# Hong Kong Express (portacontainer)
L'Hong Kong Express è una nave portacontainer cellulare appartenente alla classe Dortmund Express, di proprietà dalla compagnia di navigazione tedesca Hapag-Lloyd.

## Caratteristiche
La nave, gestita dalla compagnia di navigazione tedesca Hapag-Lloyd, ha una capacità carico di 13.092 TEU, 800 dei quali possono essere container refrigerati (reefer). La nave ha una lunghezza fuori tutto di 366,50 m, una larghezza di 48,20 m e un pescaggio massimo di 15,50 m. La sua portata lorda è di 127.170 tpl, la stazza lorda di 142.295 tsl e la stazza netta di 60.481 tsn.
Il motore principale è un MAN B&W 12K 98ME-C7 con una potenza di 68.840 kW (92.320 CV). Il motore fornisce l'energia necessaria alla propulsione di un'elica. L'Hong Kong Express ha una velocità di servizio di 24,6 nodi, mentre la velocità massima supera i 25,5 nodi.

## Storia
L'Hong Kong Express fu impostata nei cantieri navali di Ulsan dell'HHI il 15 ottobre 2012 con il numero di costruzione 2244, varata il 21 dicembre 2012 e consegnata il 28 febbraio 2013.

### Incidente
Il 29 settembre 2015 la nave portacontainer Hong Kong Express si scontrò con la nave da carico BBS Sky nel Mare del Nord, a 10 miglia nautiche al largo dei Paesi Bassi. L'incidente avvenne durante un sorpasso, quando entrambe le navi viaggiavano nella stessa direzione. Lievi graffi erano presenti sullo scafo della nave, ma l'Hong Kong Express riprese il suo viaggio da Rotterdam ad Amburgo.